# شبرا العنب
قرية شبرا العنب هي إحدى القرى التابعة لمركز منيا القمح في محافظة الشرقية في جمهورية مصر العربية. حسب إحصاءات سنة 2006، بلغ إجمالي السكان في شبرا العنب 9474 نسمة، منهم 4992 رجل و4482 امرأة.

## تاريخ القرية
تعد قرية شبرا العنب من القرى القديمة، واسمها الأصلي «شبرا الخمارة» إلا أن أهلها استهجنوا الاسم فاستبدلوه باسمها الحالي، وعُرفت به منذ سنة 1228 هـ. وقد ذكرها علي باشا مبارك في كتابه الخطط التوفيقية فقال أنها من قرى مركز منيا القمح، وأن بها مسجد ونخيل وأشجار وسوق وعدد من أهلها حرفيون وأغلب زراعتها من القلقاس، ومساحتها 1,451 فدان.